# Pragozd Rajhenavski Rog
Pragozd Rajhenavski Rog je naravni (gozdni) rezervat v osrčju Kočevskega Roga in meri 51,14 ha. Meritve lesnih zalog, ki se izvajajo na tem območju že od njegove zaščite kažejo, da so količine lesa v tem gozdu veliko večje kot v gospodarskih gozdovih in dosežejo 800m³/ha. V pragozdu se prepletajo različne razvojne faze na zelo majhnih površinah. Gozd je na tem delu sestavljen pretežno iz bukovih in smrekovih drevesnih vrst.